# جسر موزمشي
جسر موزمشي صممه المهندس الإيطالي سيرجيو موزمشي (Sergio Musmeci) عام 1967 ، وتم بناؤه بين عامي 1971 و 1976 على نهر باسنتو، بالاعتماد على نظريته المتعلقة بالحد الهيكلي الأدنى، والذي ينص على أنه "كان من الضروري الوصول إلى معادلة استاتيكية واحدة لحساب الحد الأدنى من الوزن لهيكل معين.

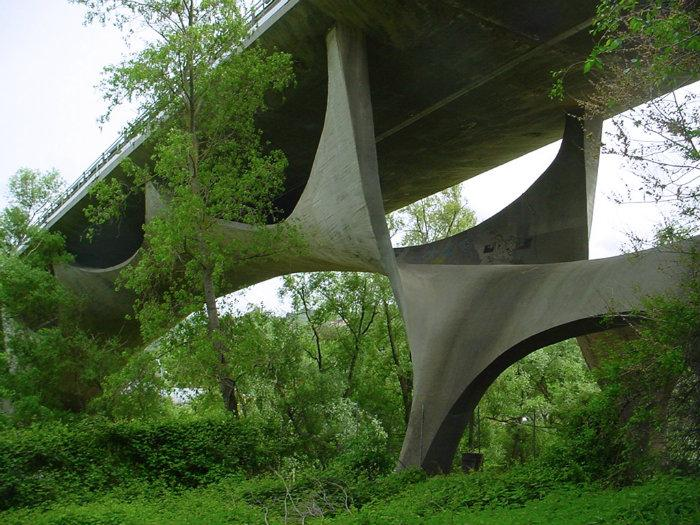
جسر مومشي. مدينة بوتنزا. ايطاليا